# Виссе-Смит, Мейбл
Мейбл, графиня Оранская-Нассау (нидерл. Prinses Mabel van Oranje-Nassau), урождённая — Мейбл Марти́на Лос (нидерл. Mabel Martine Los, до брака носила фамилию отчима Виссе-Смит (Wisse-Smith); 11 августа 1968, Пейнаккер, Нидерланды) — графиня Оранская-Нассау.

## Биография
Мейбл Мартине Лос родилась 11 августа 1968 года в Пейнаккере (Нидерланды) в семье Хендрика Корнелиса Лоса (1944—1978) и Флоренс Малде Гейсбердины Коман (род.1944). Отец Мейбл, Хендрик, умер в 1978 году и позже её мать, Флоренс, повторно вышла замуж за Петера Виссе-Смита (1939—2000). Петер удочерил детей жены — Мейбл и её младшую сестру Николину Лос (род. 1970) и дал им свою двойную фамилию — Виссе-Смит.

## Личная жизнь
В 2004—2013 годах Мейбл была замужем за Фризо, графом Оранским (1968—2013). У супругов родились две дочери — Эмма Луана Нинетт София, графиня Оранская-Нассау (род.26.03.2005) и Йоханна Зария Николина Милу, графиня Оранская-Нассау (род.18.06.2006).
17 февраля 2012 года Фризо попал под лавину во время катания на горных лыжах, 12 августа 2013 года он умер из-за осложнений, связанных с повреждением головного мозга.